# Term atomowy
Term atomowy – w mechanice kwantowej, obserwowany stan atomu, odpowiadający rzeczywistym stanom o różnej energii, charakteryzujący się określonymi wartościami liczb kwantowych.

## Charakterystyka
W przypadku sprzężenia Russella-Saundersa term atomowy jest opisywany przez liczby kwantowe:
- {\displaystyle L} – kwantowa liczba orbitalna wszystkich elektronów,
- {\displaystyle S} – kwantowa liczba spinowa wszystkich elektronów,
- {\displaystyle J} – kwantowa liczba całkowitego wypadkowego momentu pędu wszystkich elektronów.

Każdy z tych momentów pędu jest osobno skwantowany:
{\displaystyle L={\sqrt {L(L+1)}}\hbar ,}
{\displaystyle S={\sqrt {S(S+1)}}\hbar ,}
{\displaystyle J={\sqrt {J(J+1)}}\hbar .}

## Symbolika
Aby opisać termy atomowe stosuje się następujący symbol:
{\displaystyle ^{2S+1}\!L_{J},}
gdzie:
{\displaystyle L} – symbol termu,
{\displaystyle 2S+1} – multipletowość,
{\displaystyle J} – wartość sprzężenia LS.
Symbol termu atomowego określa się literą alfabetu łacińskiego:
| L = | 0 | 1 | 2 | 3 | 4 | 5 | 6 | 7 | 8 | 9 | 10 | ...                   |
|     | S | P | D | F | G | H | I | K | L | M | N  | (dalej alfabetycznie) |

Multipletowość oblicza się ze wzoru 2S+1. Dla S=0, multipletowość wynosi 1 i mówimy o termie singletowym. Dla S=1/2, multipletowość równa się 2 i mamy term dubletowy. Dla S=1, multipletowość równa się 3 i mamy term trypletowy itd.
Liczba J może przyjmować wartości od |L–S| do |L+S|.

Konfiguracja elektronowa boru

Przykład wyznaczenia termu dla atomu boru:
Konfiguracja atomu boru: 1s2 2s2 2p1
Powłoki 1s i 2s są całkowicie zapełnione (i nie wnoszą udziału do sprzężenia LS), więc rozpatruje się tylko powłokę 2p. Zgodnie z regułą Hunda, elektron „ustawia się” tak, żeby magnetyczna liczba kwantowa ml była jak największa. Do obliczenia wartości L i S należy skorzystać z wzorów:
{\displaystyle L=\sum _{i}l_{i},}
{\displaystyle S=\sum _{i}s_{i}.}
Stąd otrzymamy, L = 1 i S = 1/2. Natomiast J wyniesie 1/2 i 3/2. Zatem ostatecznie, symbole termów będą następujące: {\displaystyle ^{2}\!P_{1/2},} {\displaystyle ^{2}\!P_{3/2}.}
W przypadku atomów wieloelektronowych, gdzie elektrony mogą występować na różnych poziomach pojawia się kilka termów. Wówczas ważne jest, aby wyznaczyć term stanu podstawowego. Aby tego dokonać należy skorzystać z reguł Hunda:
1. Termem podstawowym jest term o najwyższej multipletowości;
2. Dla termów o tej samej multipletowości, termem podstawowym jest term o największej wartości L;
3. Po uwzględnieniu powyższych reguł, poziomem podstawowym jest:

- Poziom o najmniejszej wartości J dla podpowłok zapełnionych mniej niż w połowie;
- Poziom o największej wartości J dla podpowłok zapełnionych więcej niż w połowie.

Zatem w wyżej podanym przykładzie, termem podstawowym (czyli o najniższej energii) jest term {\displaystyle ^{2}\!P_{1/2}.}
Dla sprzężenia jj, term atomowy jest równoważny z poziomem atomowym.